# 연제씨
연제씨(중국어 정체자: 攣鞮氏, 병음: Luándī)는 기원전 4세기부터 기원후 2세기까지 북아시아에 존재했던 유목제국 흉노의 군주인 선우를 배출한 성씨이며, 호연씨(呼衍氏), 수복씨(須卜氏), 구림씨(丘林氏), 난씨(蘭氏)와 함께 흉노의 5개 부족을 형성하였다. 《후한서》에는 허련제씨(중국어 정체자: 虛連題氏, 병음: Xūliándí)라고 기록되어 있으며, 다른 표기로는 난제씨(중국어 정체자: 欒提氏, 병음: Luándī)라고도 쓴다.
남흉노 최후의 선우인 연제호주천이 조조에게 귀부하여 독립국가로서의 흉노가 소멸한 이후 연제씨는 한나라의 황성인 유씨(劉氏)를 칭했다.

## 같이 보기
- 김일제